# Matteo Rabottini
Matteo Rabottini (ur. 14 sierpnia 1987) – włoski kolarz szosowy, zawodnik grupy UCI Professional Continental Farnese Vini-Selle Italia.

## Najważniejsze osiągnięcia
- 2009 
  -  1. miejsce w mistrzostwach Włoch do lat 23 (start wspólny)
- 2011
  - 1. miejsce na 5. etapie Tour of Turkey
- 2012
  - 1. miejsce na 15. etapie Giro d'Italia
  -  1. miejsce w klasyfikacji górskiej
- 2014
  - 3. miejsce w Settimana Internazionale di Coppi e Bartali
  - 3. miejsce w Tour de Slovénie